# Sliedrecht Sport 2022-2023 (maschile)
Questa voce raccoglie le informazioni riguardanti lo Sliedrecht Sport nelle competizioni ufficiali della stagione 2022-2023.

## Stagione
Lo Sliedrecht Sport partecipa alla stagione 2022-23 senza alcuna denominazione sponsorizzata.
Ottiene un quarto posto nella regular season di Eredivisie, confermato anche al termine della Pool scudetto. In Coppa dei Paesi Bassi si spinge fino alle semifinali.

## Organigramma societario
Area direttiva
- Presidente: Cees Boer
- Team manager: Sandra Vonk

Area tecnica
- Allenatore: Martijn van Goeverden
- Assistente allenatore: Frank Vlot, Mark Roper
- Assistente generale: Brian Cleton
- Scoutman: Christy van Buren
- Preparatore atletico:

Area sanitaria
- Fisioterapista: Annick Verweij, Renate Ouderkerk

## Rosa
| N° | Nome               | Ruolo | Data di nascita   | Nazionalità sportiva |
| -- | ------------------ | ----- | ----------------- | -------------------- |
| 1  | Daan Haanappel     | P     | 29 settembre 1998 | Paesi Bassi          |
| 2  | Rick van der Sluis | P     | 1999              | Paesi Bassi          |
| 3  | Marius den Hartog  | O     | 1999              | Paesi Bassi          |
| 4  | Hugo van Veen      | O     | 1º ottobre 2001   | Paesi Bassi          |
| 5  | Mart de Groot      | L     | 11 ottobre 2002   | Paesi Bassi          |
| 6  | Luuk de Groot      | S     | 1º dicembre 2004  | Paesi Bassi          |
| 7  | Youri Ebbelaar     | S     | 21 ottobre 2003   | Paesi Bassi          |
| 8  | Martijn de Haan    | S     | 29 maggio 1997    | Paesi Bassi          |
| 9  | Emanuel Driza      | C     | 4 giugno 2002     | Albania              |
| 10 | Jesper van Muijden | C     | 13 febbraio 2001  | Paesi Bassi          |
| 11 | Raygid Isenia      | C     | 26 novembre 1991  | Aruba                |

## Statistiche

### Statistiche di squadra
| Competizione          | Punti | In casa | In casa | In casa | In trasferta | In trasferta | In trasferta | Totale | Totale | Totale |
| Competizione          | Punti | G       | V       | P       | G            | V            | P            | G      | V      | P      |
| --------------------- | ----- | ------- | ------- | ------- | ------------ | ------------ | ------------ | ------ | ------ | ------ |
| Eredivisie            | 29/4  | 16      | 6       | 10      | 16           | 5            | 11           | 32     | 11     | 21     |
| Coppa dei Paesi Bassi | -     | 1       | 1       | 0       | 3            | 2            | 1            | 4      | 3      | 1      |
| Totale                | -     | 17      | 7       | 10      | 19           | 7            | 12           | 36     | 14     | 22     |

### Statistiche dei giocatori
Dati non disponibili.